# Dead in Hollywood
Dead in Hollywood è un singolo dei Murderdolls, pubblicato nel 2002 da Roadrunner Records.
La canzone è stata scritta da Wednesday 13 ed è un palese tributo ai film horror e ai suoi personaggi principali, come per esempio Frankenstein, Dracula e Norman Bates.
Inoltre è stata accompagnata da un video, diretto da P. R. Brown e che vede anche la collaborazione di Marilyn Manson.

## Tracce
1. Dead in Hollywood – 2:31

## Formazione
- Wednesday 13 - voce, basso
- Joey Jordison - chitarra, basso, batteria
- Tripp Eisen - chitarra